# Эгоистка
«Эгоистка» — песня российской певицы Zivert, написанная ею в соавторстве с Аркадийсом Котковсом, Богданом Леоновичем и Кириллом Ермаковым (LYRIQ) и выпущенная 29 ноября 2024.
Сама певица так описала идею песни: «Дело в том, что понятие „эгоизм“ носит для многих скорее негативный окрас. В этой работе я постаралась показать людям его позитивную сторону. „Эгоистка“, в моем прочтении, — это скорее про экологичную и здоровую любовь к себе, про самоуважение, свободу и возможность выражать себя так, как тебе этого хочется. Здоровый эгоизм — лишь абсолютно нормальное желание не носить на себе чужие конструкции».

## Музыкальное видео
Официальный музыкальный клип на песню был выпущен 5 февраля 2025 года. В нём певица предстала перед зрителем сразу в шести неожиданных образах: она перевоплощалась то из брюнетки в блондинку, то из томной дивы в роковую танцовщицу. За производство отвечала компания DROP Film, а режиссёром клипа выступила Катя Як. При разработке сценария Катя решила отказаться от классической сюжетной линии в пользу ярких визуальных приемов и предложила сделать акцент на драйвовых танцевальных схемах. В работе над клипом также работал стилист Николаем Овечкиным, все образы, в которых Zivert появилась на экране, были разработаны с участием самой певицы, а латексный комбинезон со сверкающей пряжкой на поясе в виде буквы «Э» вовсе был создан по индивидуальным эскизам специально для видео.

## Отзывы
| Оценки критиков | Оценки критиков |
| Источник        | Оценка          |
| --------------- | --------------- |
| InterMedia      | 6/10            |

Алексей Мажаев в рецензии для InterMedia отметил хитовость композиции, но в то же время нашёл в ней некоторые «шероховатости». По его мнению, фраза «выбирай себя, эгоистка, чё те стоит пожить чуть-чуть для себя?» в рефрене песни звучит «возмутительно», несмотря на небрежную подачу, а описание проблемы певицы варьируется от прямолинейного до бессмысленно усложненного. «Доходчивость месседжа здесь граничит с примитивностью — и, как часто бывает, не перетрудился артист, а неловко почему-то слушателю», — подытожил автор.

## Номинации
На XIV премии телеканала RU.TV «Эгоистка» получила номинации «Лучшая песня» и «Лучший видеоклип».

## Чарты

### Еженедельные чарты
| Чарт (2024—2025)          | Высшая позиция |
| ------------------------- | -------------- |
| Беларусь (TopHit)         | 24             |
| Казахстан (TopHit)        | 1              |
| Латвия (TopHit)           | 30             |
| Литва (TopHit)            | 34             |
| Молдова (TopHit)          | 3              |
| Россия (TopHit All Media) | 1              |
| Россия (TopHit Internet)  | 20             |
| Россия (TopHit Radio)     | 1              |
| Эстония (TopHit)          | 27             |

### Ежемесячные чарты
| Чарт (2024—2025)          | Высшая позиция |
| ------------------------- | -------------- |
| Беларусь (TopHit)         | 25             |
| Казахстан (TopHit)        | 4              |
| Латвия (TopHit)           | 39             |
| Молдова (TopHit)          | 15             |
| Россия (TopHit All Media) | 1              |
| Россия (TopHit Internet)  | 24             |
| Россия (TopHit Radio)     | 1              |
| Эстония (TopHit)          | 29             |

## История релиза
| Регион | Дата           | Формат                      | Версия                 | Лейбл | Ист.   |
| ------ | -------------- | --------------------------- | ---------------------- | ----- | ------ |
| Мир    | 29 ноября 2024 | Цифровая загрузка, стриминг | Оригинал               | Семья | [ 23 ] |
| СНГ    | 5 декабря 2024 | Радиоротация                | Оригинал               | Семья | [ 24 ] |
| Мир    | 17 января 2025 | Цифровая загрузка, стриминг | Phurs & Harddope Remix | Семья | [ 25 ] |